# Oxyopes quadridentatus
Oxyopes quadridentatus là một loài nhện trong họ Oxyopidae.
Loài này thuộc chi Oxyopes. Oxyopes quadridentatus được Tord Tamerlan Teodor Thorell miêu tả năm 1895.